# Robert Burchfield
Robert William Burchfield (* 27. Januar 1923 in Whanganui, Neuseeland; † 5. Juli 2004 in Abingdon-on-Thames) war ein neuseeländisch-britischer Lexikograph. Er war dreißig Jahre lang bis 1986 Herausgeber des Oxford English Dictionary, ab 1971 als Hauptherausgeber.

## Leben
Burchfield kam aus der Arbeiterklasse, besuchte das Wanganui Technical College und studierte an der Victoria University of Wellington. Nach Wehrdienst bei der neuseeländischen Artillerie im Zweiten Weltkrieg in Italien studierte er ab 1946 weiter an der Victoria University und ab Herbst 1949 als Rhodes-Stipendiat an der Universität Oxford unter anderem bei Jack Bennett und C. S. Lewis. Er war Kapitän des Rugby-Teams seines Colleges, gab das aber auf um sich der Anglistik zu widmen. Nach dem Abschluss 1952 wurde er Fellow des Magdalen College und Junior Lecturer für Englisch. 1953 bis 1957 war er Lecturer am Christ Church College und ab 1955 Lecturer am St. Peter´s College, wo er 1963 bis 1979 Tutorial Fellow war. 1979 wurde er Senior Research Fellow des College und 1990 Emeritus Fellow.
In Oxford kam er über Charles Talbut Onions (C. T. Onions), mit William Craigie Herausgeber des Supplements des Oxford English Dictionary von 1933 und Bibliothekar am Magdalen College, zur Lexikographie und wurde 1957 Mitarbeiter am zweiten Supplement des Oxford English Dictionary (OED). Die erste Ausgabe stammte von 1884 bis 1928. Davor befasste er sich auch mit Alt- und Mittelenglischer Literatur sowie alt-skandinavischen Sprachen, so gab er unter Aufsicht von J. R. R. Tolkien eine Ausgabe des Ormulum heraus, die aber nie vollendet wurde.
Beim OED baute er das ursprüngliche Netzwerk freiwilliger Leser wieder auf (begründet von James Murray), deren Mitglieder der Redaktion neue Worte und Wortverwendungen zusandten. Allerdings entfernte er auch viele Lehnworte und regionale Formen insbesondere aus Übersee, die im Supplement von 1933 noch vorhanden waren. Das stand in gewisser Weise der ihm zugeschriebenen Öffnung des Dictionary gegenüber dem weltweiten Gebrauch des Englischen entgegen. Seine ursprüngliche Aufgabe war es, den OED um neue Wörter zu aktualisieren, er erkannte aber auch den Überarbeitungsbedarf am schon Bestehenden. 1971 wurde er Chefherausgeber der Oxford English Dictionaries. Der erste der vier umfangreichen Bände des Supplements erschien 1972, der letzte 1984. Er nahm auch Slang-Ausdrücke auf, darunter obszöne Wörter, die vorher im OED verpönt waren, und erheblich mehr wissenschaftlich-technische Ausdrücke. Als Herausgeber griff er streng durch und war ein Workaholic.
1955 bis 1968 war er Ehrensekretär der British Text Society und 1959 bis 1962 mit J. C. Maxwell Herausgeber der Notes and Queries.
1998 veröffentlichte er eine völlig neu geschriebene Ausgabe von Fowler´s Modern English Usage, ursprünglich von Henry Watson Fowler (1858–1933). Im Gegensatz zu Fowler schrieb er dem Nutzer weniger vor.
1994 erhielt er den Shakespeare-Preis. Er war CBE (1975) und war Companion des New Zealand Order of Merit (CNZM). Er war Ehrendoktor der Victoria University und der Universität Liverpool. 1978/79 war er Präsident der English Association. Er war Mitglied der American Academy of Arts and Sciences.
Bis zur Scheidung 1976 war er mit Ethel Yates verheiratet und mit ihr einen Sohn und zwei Töchter. 1976 heiratete er Elizabeth Knight, wie seine erste Frau ebenfalls aus Neuseeland.

## Schriften
- Herausgeber: Supplement to the Oxford English Dictionary, 4 Bände, 1972–1986
- The Spoken Word, 1981
- The English Language, 1985
- The New Zealand Pocket Oxford Dictionary, 1986
- Herausgeber: Studies in Lexicography, 1987
- Unlocking the English Language, 1991
- Herausgeber: Cambridge History of the English Language, Vol. 5: English in Britain and Overseas, 1994
- als Herausgeber der Neuausgabe: Fowler’s Modern English Usage, Oxford UP 1998

Er half Tolkien bei der Vollendung von dessen Ancrene Wisse (1962) und Onions bei der Vollendung des The Oxford Dictionary of English Etymology (1966).